# CSD in der Schweiz
Seit 1978 wird der Christopher Street Day (CSD) in der Schweiz in unterschiedlichen Regionen (Zürich, Basel, Westschweiz) durchgeführt.

## Anfänge
Der erste CSD in Europa fand in der Schweiz am 24. Juni 1978 in Zürich unter dem Namen Christopher Street Day statt. Veranstalter war die Schweizerische Organisation der Homophilen (S.O.H.). Mit Übergabe einer Petition für die Aufhebung der Schwulenregister, wurde ein Sit-in auf dem Zürcher Platzspitz durchgeführt.

## CSD in den Regionen

### Zürich
Zürich führt seit 1994 jährlich einen CSD durch. Dieser Tag fand anfänglich Ende Juli, dann Ende Juni und seit 2004 Anfang Juni statt. Er ist unterdessen zu einem der grossen Festanlässe in Zürich geworden und wird auch von der Stadt offiziell ausgeflaggt. Nach den Reden auf dem Helvetiaplatz führt ein Zug von mehreren Tausend Personen durch die Innenstadt bis zum Jahr 2008. Mit der Europride und dem Zurich Pride Festival wechselten die Paraderouten. Anschliessend findet auf dem Turbinenplatz ein grosses Fest mit Bühnendarbietungen und Marktständen statt. Im Jahre 2009 wurde in Zürich die Europride ausgetragen. Am Christopher Street Day in Zürich wird auch jeweils der CSD-Stonewall-Award verliehen. Ausserdem wird ein ökumenischer Gottesdienst gefeiert, der von der evangelisch-reformierten Landeskirche des Kantons Zürich, von der römisch-katholischen Kirche im Kanton Zürich und der christkatholischen Kirchgemeinde Zürich getragen wird.
2023 erreichte die Teilnehmerzahl nach eigenen Angaben mit 55'000 einen neuen Rekord.

### Westschweiz
Seit 1997 gibt es auch in der Westschweiz jährlich eine Gay Pride. Nach dem Vorbild der Deutschschweizer Schwulendemos der Achtziger-Jahre findet diese jedes Jahr in einem anderen Ort der französischsprachigen Schweiz statt. Aufsehen erregte insbesondere die Gay Pride 2001 in Sitten, als der Walliser Bischof Norbert Brunner, den Umzug als «teuflisches Spiel» verurteilte und damit ein ungeahntes Medienecho auslöste.
2022 fand eine Pride im freiburgischen Bulle statt, an der über 10'000 Menschen teilnahmen.
2023 fand die Westschweizer Pride in Genf statt, an der 35'000 Menschen und über 60 Verbände und Organisationen teilnahmen.

### Zentralschweiz
Im Jahr 2005 wurde in Luzern eine nationale Kundgebung durchgeführt.
In Luzern fand 2022 eine weitere Pride statt, an der weit über 1'500 Menschen teilnahmen. Diese fand unter dem Motto "Mini Schwiiz. Mini Zentralschwiiz. Mini Pride" statt und soll die ganze Zentralschweiz repräsentieren.
Im Jahr 2023 folge eine Fortsetzung der Pride Zentralschweiz unter dem Motto "Zäme"
Das Motto "Hate OUT. Love IN." wurde für die Pride 2024 gewählt. Auch die Schweizer Armee ist mit einem Infostand anwesend.

### Weitere CSDs
Neben Zürich führte Basel im Jahre 2003 einen CSD durch. Dieser verstand sich als CSD des Dreilandes (Deutschland–Frankreich–Schweiz) zusammen mit dem elsässischen Mülhausen und dem badischen Freiburg im Breisgau, was jedoch nicht funktionierte.
In Kreuzlingen/Konstanz findet alle zwei Jahre, u. a. am 11. Juli 2015, ein grenzüberschreitender (also Zwei-Länder) CSD statt.
2022 fand die erste Pride in Chur statt (Khur Pride), an der etwa 1'200 Menschen teilnahmen.
2023 fand erstmals eine Pride in Bern statt, an der rund 10'000 Menschen teilnahmen und im Jahr darauf etwa 8'000.  Ausserdem gab es im August 2023 erstmals eine Pride in St. Gallen, an der 2'500 Menschen teilnahmen.
2024 findet am 7. September die erste Pride im Aargau statt als erste "Rüebli-Pride".